# XHPM-FM
XHPM-FM es una estación de radio comercial localizada en la ciudad de San Luis Potosí, San Luis Potosí, México.
Transmite en los 100.1 MHz de la banda de frecuencia modulada con 41.89 kW de potencia.
Actualmente se le conoce como W Radio 100.1 FM.

## Historia
XHPM-FM es una emisora de radio fundada en San Luis Potosí, San Luis Potosí por el empresario Elías Navarro Martínez, cuyo indicativo fue formado por las iniciales de los apellidos de su cónyuge, Elsa Páramo Orozco. Navarro Martínez había fundado en 1970 la primera estación FM en San Luis Potosí: XHOD-FM 96.9 MHz, que sería inicialmente conocida como La otra dimensión en radio; sin embargo cerca de 1976 decidió afiliarse con el grupo radiofónico Frecuencia Modulada Mexicana (hoy MVS Radio), de Joaquín Vargas Gómez, lo que permitió que sus dos formatos base: FM Globo y Stereorey, llegaran a San Luis Potosí, este último se fundaría en agosto de 1977.

### Stereorey
El primer formato de XHPM-FM sería Stereorey, transmitiendo música contemporánea en inglés, primeramente desde la década de los 60, y posteriormente abarcando hasta la música que apareció en los 80. El formato logró tener un gran éxito al igual que las plazas en donde Stereorey estaba presente.

### Best FM
El 2 de septiembre de 2002, Stereorey finaliza sus transmisiones para dar paso al formato Best FM, que había iniciado transmisiones el 5 de agosto del mismo año en XHMVS-FM 102.5 MHz. Best FM fue un formato, también de música contemporánea en inglés, pero abarcando las décadas de los 80, 90 y la época actual; el cual se transmitió hasta el 11 de marzo de 2007, dos años después de que gran parte de las estaciones conocidas como Best FM habían cambiado a La Mejor FM y Best FM siguió en San Luis Potosí.

### La Mejor FM
El 12 de marzo de 2007, inició transmisiones el formato La Mejor FM, formato de música grupera y popular; el cambio ocurre en el momento en que dicho formato estaba en expansión, especialmente en varias estaciones que fueron anteriormente Stereorey y Best FM, el cambio se dio pese a la oposición de Navarro Martínez, quien consideraba que ya había demasiadas estaciones gruperas, sin embargo y debido a la afiliación de Controladora de Medios y MVS Radio, se dio el cambio de formato.

### Regreso de Stereorey y breve cambio a FM Globo
La Mejor FM finalizó el 2 de noviembre de 2009, esto debido al cambio de administración de la empresa Controladora de Medios (que tras la fusión con MVS Radio San Luis Potosí cambiaría su nombre a GlobalMedia), se retomó el formato inicial de la emisora: Stereorey, el cual duró al aire cerca de 3 años y que el 9 de enero de 2012, cambiaría a FM Globo sin embargo mantendría el formato musical de su antecesora lo que, en cierta medida, esta emisora se desmarcaba del formato original de FM Globo, que transmite música contemporánea en español; durando al aire apenas cinco meses, hasta el 1 de junio del mismo año a las 9:59 AM (UTC -6).

### Hundred FM
El 1 de junio de 2012 a las 10:00 AM (UTC -6), sustituyendo a FM Globo inició transmisiones Hundred FM, transmitiendo música contemporánea en inglés además de programación de contenido. Al mantener la alianza con MVS Radio transmite los programas Noticias MVS Primera emisión, con Carmen Aristegui,; Por el placer de vivir, con César Lozano; y Autos y más, con Juan Ramón Zavala, (emisiones transmitidas por XHMVS-FM 102.5 MHz, Noticias MVS), además transmite los programas Sazón al 100, con Franz Lehmann; En los zapatos de Mariana con Mariana Jasso; y Reporte 100.1, con Héctor Trejo, noticiero local transmitido simultáneamente con XECV-AM 600 kHz y XHCV-FM 98.1 MHz, La Gran Compañía, de Ciudad Valles, San Luis Potosí.

### WFM 100.1
En 16 de enero del 2017, se confirma la conclusión de la coalición hecha entre MVS Radio y GlobalMedia, en lo cual la estación deja de transmitir la programación de Noticias MVS que se emitía en las mañanas cambiando de formato en la estación pasando de "Hundred FM" a "WFM 100.1". El formato consiste en que la programación incluye entre música de la década de los 80° , 90° y 2000° y entre programas de radio de la "Cadena W" (XEW-AM). Cabe destacar que en San Luis Potosí W Radio era la estación más escuchada estando en la XEWA-AM pero en 2012 la estación cambio a "Los 40 Principales" cuando la estación de radio ya transmitía en el 103.9 de FM. La programación de W Radio se trasladaba en la estación que transmite en el 93.1 de FM cuyo formato era "Romántica", desafortunadamente las transmisiones terminaron a finales del 2016.

### W Radio 100.1
Desde mayo de 2020 la frecuencia entra en un periodo de transición y se empieza a anunciar como W Radio, finalmente completaría su cambio un mes después empezando a transmitir más programación de XEW W Radio México 96.9 FM y 900 AM desde la Ciudad de México. 

## Formatos de la emisora
Estos son los nombres de algunos de los formatos con los que se ha conocido a la estación XHPM-FM 100.1 MHz:
- Stereorey con el lema: "La Máxima Dimensión del Radio." (1997-1999)
- Stereorey con el lema: "La Estación que Llega a Todos los Destinos." (1999-2000)
- Stereorey con el lema: "Tu Espacio en Radio." (2000-2002)
- Best FM con el lema: "New Classics." (2002-2005)
- Best FM con el lema: "World Music." (2005-2006)
- Best FM con el lema: "Música que se Hizo Para Ti." (2006-2007)
- La Mejor FM con el lema: "¡Bien parada!" (2007-2009)
- Stereorey con el lema: "La máxima dimensión del radio." (2009-2011)
- Stereorey con el lema: "The Maximum Dimension in radio." (2011-2012)
- FM Globo con el lema "Parte de ti." (Enero de 2012-Junio de 2012)
- Hundred FM con el lema: "La Radio Diferente." (Junio de 2012-Enero de 2014)
- Hundred FM con el lema: "More Than Music" (Enero 2014-2016)
- WFM 100.1 (2017-2020)
- W Radio 100.1 (Junio 2020-actualidad) Si Es Radio Es W